# Пас Эстенссоро, Виктор
А́нхель Ви́ктор Пас Эстенссо́ро (исп. Ángel Víctor Paz Estenssoro; 2 октября 1907, Тариха, Тариха, Боливия — 7 июня 2001, Тариха, Тариха, Боливия) — политик Боливии, четырежды занимавший пост президента страны (1952—1956, 1960—1964 (переизбран, но свергнут), 1985—1989). Всего возглавлял государство в течение 12 лет 6 месяцев и 22 дней — больше, чем любой президент Боливии в XIX—XX веках.

## Начало политической деятельности
Родился в богатой аристократической семье. Окончил факультет права и экономики Главного университета «Сан-Андрес» в Ла-Пасе, адвокат. Участник Чакской войны 1932—1935 между Парагваем и Боливией. В 1938—1939 и 1940—1941 — депутат Национального конгресса от департамента Тариха, сторонник национал-реформизма, концепции «социального конституционализма», признававшей за государством право на вмешательство в экономическую жизнь и ограничивавшей неприкосновенность частной собственности. В 1939 возглавлявший страну подполковник-националист Херман Буш назначил его президентом только что национализированного Горнорудного банка Боливии.

## Министр и оппозиционер
В 1940 был одним из основателей, а затем лидером партии Националистическое революционное движение (НРД). В 1941—1942 — министр финансов в правительстве Энрике Пеньяранды. В 1942 вновь был избран депутатом Национального конгресса. Был одним из лидеров переворота 19 декабря 1943, приведшего к власти военный режим, выдвигавший национально ориентированные лозунги. В 1943—1945 — министр финансов в авторитарном правительстве майора Гуальберто Вильярроэля. В этот период под его руководством была модернизирована налоговая система и реорганизована банковская служба, что поставило под контроль государства валютные операции. В 1944—1946 — сенатор Национального конгресса. В 1946, после нового военного переворота и гибели Вильярроэля, был выслан из страны, жил в эмиграции в Аргентине.
В 1949 организовал два вооружённых выступления членов НРД, завершившихся неудачей. Вернулся в Боливию в 1951 и в том же году получил наибольшее число голосов на президентских выборах как кандидат от НРД. Однако противодействие его оппонентов в Национальном конгрессе, а затем военный переворот не позволили ему тогда занять пост главы государства.

## Президент
В апреле 1952 в Боливии произошла революция, в результате которой правый военный режим был свергнут. Вслед за этим Пас Эстенссоро смог приступить к исполнению своих обязанностей. Перуанский журналист Хенаро Карнеро Чека в своих «Очерках о странах Латинской Америки» приводил тексты двух песенок, посвящённых НРД и Пасу Эстенссоро, которые на одну мелодию распевали жители Ла-Паса в 1946 и 1952.
В 1946 (тогда Пас Эстенссоро после переворота укрылся в одном из посольств) текст был следующим:
Движению конец —
Вильярроэль мертвец,
А Паса Эстенссоро
Тоже вздёрнут скоро.
В 1952 текст носил противоположный характер:
Кипит Движенье лавой,
Вильярроэлю слава,
А Пас Эстенсоро
У власти будет скоро.
Его правительство ввело в стране всеобщее избирательное право (ранее избирательное право имели только грамотные граждане с годовым доходом не менее 200 песо). Опираясь на поддержку профсоюзов, оно создало государственную Горнорудную компанию и национализировало оловянные рудники, ранее принадлежавшие трём крупным бизнесменам, а также ввело рабочий контроль с правом вето. В то же время правительство установило контроль над судебной системой, подвергало преследованиям политических оппонентов, в том числе с помощью образования специальной полиции. В январе 1953 была подавлена неудачная попытка переворота, после которой из НРД были исключены представители её правого крыла. В то же время Пас Эстенссоро способствовал постепенному снижению роли профсоюзов, восстановил консервативно настроенные вооружённые силы, которые стали противовесом рабочему движению.
В 1953 его правительство приняло декрет об аграрной реформе, ставший следствием радикализации крестьянского движения. Декрет запрещал создание латифундий — «эксплуатируемого архаичными методами крупного землевладения, в котором сохранилось феодальное угнетение». Латифундии подлежали экспроприации с возмещением бонами за 25 лет по номинальной стоимости, однако инфляция и девальвация валюты обесценили компенсацию.
В конце 1953 началось сближение правительства Паса Эстенссоро с США, которые предоставили ему значительную экономическую помощь. В 1955 был принят Нефтяной кодекс, способствовавший иностранным инвестициям в этот сектор экономики при несовершенной системе контроля со стороны государства.
В 1956 передал власть избранному президентом на очередных выборах своему коллеге по НРД Эрнану Силесу Суасо, а сам получил пост посла в Великобритании, который занимал в 1956—1959. В 1960 он был вторично избран президентом страны, в этом качестве руководил подготовкой первого десятилетнего плана развития страны. В 1961 инициировал конституционную реформу, закреплявшую проведённые в 1950-е годы преобразования, но при этом разрешавшую президенту баллотироваться на второй срок подряд. Многие соратники Паса Эстенссоро, как слева, так и справа, выступали против его переизбрания (некоторые из них, включая бывшего президента Силеса Суасо, в 1964 были высланы из страны). В 1964 он стал главой государства в третий раз, но уже 4 ноября того же года был свергнут в результате военного переворота, который возглавили избранный вице-президентом генерал Рене Баррьентос Ортуньо и генерал Альфредо Овандо Кандия.

## Вновь в оппозиции
После переворота был вынужден эмигрировать в Перу, вернулся в Боливию в 1971, сотрудничал с очередным военным лидером страны Уго Бансером, который, однако, в 1974 выслал его за границу по обвинению в антиправительственной деятельности и запретил деятельность всех партий, включая и НРД. После ослабления режима Бансера и легализации партий в 1978 Пас Эстенссоро вновь вернулся на родину, во время политической смуты конца 1970-х годов трижды (в 1978, 1979 и 1980) выдвигался кандидатом в президенты от правой фракции НРД, но каждый раз терпел поражения (в 1978 был третьим, при двух следующих голосованиях — вторым).

## Последний президентский срок
После пребывания у власти военных режимов и усугубления социально-экономических проблем при левоцентристском правительстве Эрнана Силеса Суасо (1982—1985) Виктор Пас Эстенссоро был избран президентом страны в четвёртый раз (на всенародных выборах он занял второе место, отстав от бывшего диктатора Бансера, но большинство депутатов Национального конгресса проголосовали за него) и находился у власти до 1989. При поддержке одного из лидеров НРД, будущего президента Гонсало Санчеса де Лосады и американского экономиста Джеффри Сакса (будущего советника российского правительства Егора Гайдара) проводил неолиберальную экономическую политику, направленную на снижение инфляции, уменьшение пошлин и сборов, ограничение бюджетного дефицита, сокращения государственных расходов, либерализацию внешней торговли, резкого ужесточения трудового законодательства. В стране прошла успешная налоговая реформа. Существенные макроэкономические успехи сопровождались ростом безработицы (падение цен на олово привело к увольнению в 1985—1986 21 тысячи из 27 тысяч шахтёров, что подорвало позиции профсоюзного движения), сокращением потребления продовольствия населением (на треть) и усугублением болезненных социальных проблем страны.

Был сторонником развития демократических институтов, его последний президентский срок способствовал стабилизации ситуации в стране, прекращению череды военных переворотов (за 1964—1984 страна пережила 11 завершившихся успехом переворотов, за последующее двадцатилетие — ни одного). Заключил с Уго Бансером Пакт в защиту демократии, который обеспечил нормальное функционирование государственных структур в этот период и заложил основы для стабильности в дальнейшем. По словам российского историка А. А. Щелчкова, 

несмотря на столь тяжёлые социальные последствия, правительство В. Паса было одним из наиболее эффективных и сильных за последние годы. Неолиберальная политика сплотила правящий класс, консолидировала ведущие политические силы, его представляющие.

Карлос Меса, президент Боливии в 2003—2005, дал такую характеристику Пасу Эстенссоро на последнем этапе его деятельности: 

Пас Эстенсоро, принадлежащий к числу самых знаменитых каудильо в истории Боливии, который изменил не только экономическую политику, но и стиль руководства, и его имя ассоциировалось уже не с образом популистского лидера, произносящего зажигательные речи с балкона, а с фигурой умудрённого опытом государственного деятеля, в чьих выступлениях и действиях, быть может, уже нет былого задора, увлекающего массы, зато налицо стремление построить более зрелое демократическое общество.

Однако власть в стране продолжала принадлежать достаточно узкому элитному слою, что не изменилось и при последующих правительствах, также проводивших неолиберальный курс. Это способствовало постепенному росту социальной напряженности и избранию президентом в 2006 «внесистемного» кандидата, индейца и социалиста Эво Моралеса.
В 1990 году Виктор Пас Эстенссоро оставил политическую деятельность.